# La casa de l'alegria
La casa de l'alegria (títol original en anglés: The House of Mirth) és la segona novel·la d'Edith Wharton, publicada el 1905 i posterior al seu primer llibre, Santuari, i també és el títol de la pel·lícula que narra el drama personal d'una dona agraciada de l'alta societat de Nova York a la primeria del s. XX.

## Ressenya
Aquesta novel·la narra el drama de Lily Bart, una dona soltera de 29 anys de classe alta novaiorkesa, que cerca estabilitat econòmica i social de manera desesperada mentre, irònicament, deixa passar moltes oportunitats.
La història comença a l'estació Central de Nova York, on Lily acaba de perdre un tren i ha d'esperar dues hores per agafar-ne el següent. En aquest moment Lawrence Selden l'està observant, i es pregunta què pot estar fent Lily, una noia de tanta bellesa i classe, enmig de la ciutat, desorientada i indecisa, i quin pot ser el propòsit dels seus actes. Selden la convida a l'edifici Benedick on s'allotja. En el diàleg descobrim que Selden és un advocat amb pocs recursos econòmics i que el major objectiu en la vida de Lily és trobar a algú que tinga diners amb qui casar-se. Un dels majors drames de l'obra és el rebuig per part de Lily cap a Selden, de qui està enamorada i amb qui es troba còmoda, només pel fet de no ser ric.
Selden és descrit com un observador extern de l'alta societat novaiorquesa, i Lily, en certes ocasions, admira aquest fet i li agradaria deixar de formar part del món de mentides, superficialitat i conveniència: el món burgés. Lily es troba, en certa manera, amb l'obligació de seguir buscant estabilitat financera per continuar així el llegat de sa mare, la qual morí quan ella tenia 19 anys i havia criat Lily de manera que valorara la gent no per com és, sinó pel que li puga aportar a ella (econòmicament) i la qual repudiava la pobresa. Per això, Lily deixarà passar moltes ocasions d'aconseguir el seu objectiu i acabarà sent víctima d'un parany de la seua enemiga Berta Dorset, la qual propaga la mentida que culpa Lily d'adulteri amb George, el marit de Bertha.
A la fi de la novel·la, Lily sofreix una sobredosi de medicaments (probablement intencionada), i Selden la troba morta a l'apartament just quan volia demanar-li matrimoni.

## Personatges
- Lily Bart: és una dona soltera, molt bella. Enamorada de Lawrence Selden, Lily rebutja el seu amor per ajustar-se a les exigències de la classe burgesa. Sempre tria el pitjor moment per als seus plans d'aconseguir diners; més endavant, una rival (Bertha Dorset) l'acusa falsament de voler casar-se amb el seu marit.

- Lawrence Selden: prestigiós advocat de Nova York. Enamorat de Lily Bart, mai arriba a confessar-li el seu amor secret.

- Sim Rosedale: home de negocis de recent prestigi. Carismàtic, ambiciós.